# Jakob Carpov

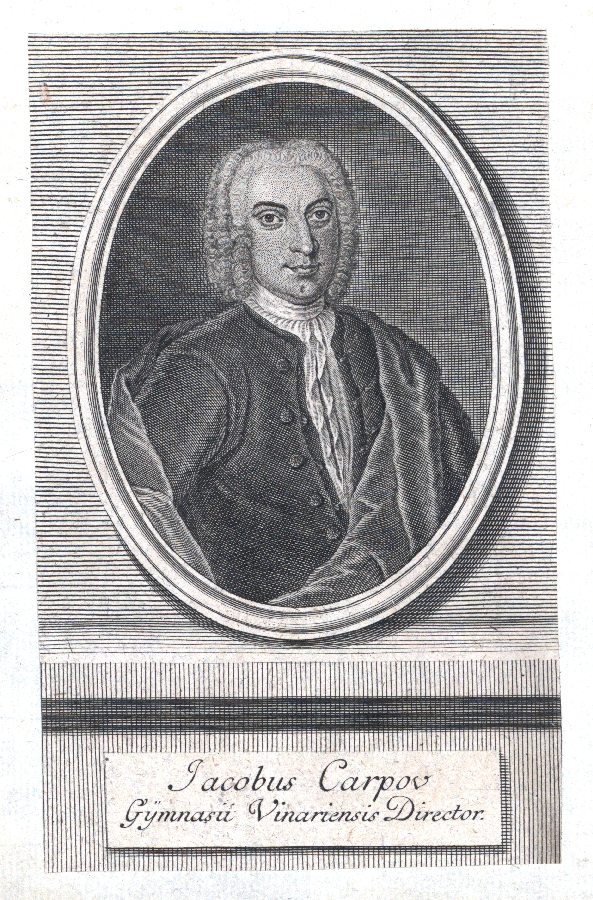
Jakob Carpov

Jakob Carpov (* 29. September 1699 in Goslar; † 9. Juni 1768 in Weimar; auch Jacobus Carpovius) war ein deutscher Philosoph, Theologe, Mathematiker, Rektor und Universalgelehrter.

## Leben
Jakob Carpov war der Sohn eines Konrektors. 1721 nahm er das Studium der Philosophie in Halle an der Saale bei Christian Wolff auf. Ein Jahr später immatrikulierte er sich an der Universität Jena, wurde dort Magister und hielt ab 1725 Vorlesungen über die Wolffsche Philosophie. Zusammen mit Heinrich Köhler und Peter Reusch verteidigte Carpov Wolffs Lehre in den nachfolgenden Jahren auch abseits des Katheders. Mehrere Streitschriften griffen dabei den Theologen Joachim Lange, den Wortführer der Hallenser Pietisten, scharf an. Infolge einer polemisch geführten Debatte um die Wertheimer Bibel und den Wolffianismus geriet Carpov schließlich aufgrund der Liaison mit seiner Haushälterin und Geliebten Rosenhonin in Kritik. Unterstützt durch Angriffe Langes, durch Polemiken des Theologen und Scholastikers Johann Franz Buddeus sowie durch Einwürfe des Philosophen Johann Jacob Syrbius urteilte der Jenenser Universitätsrat im Jahr 1736, Carpov habe sich „eine gedoppelte Hure anvertrauen lassen“. Philosophisch zunehmend isoliert, nahm Carpov 1737 daher ein Angebot des Weimarer Hofes an. Fortan lehrte er bis zu seinem Lebensende als Rektor am Gymnasium in Weimar. 1742 übernahm Carpov eine Professur für Mathematik und wurde 1745 Direktor des Weimarer Gymnasiums.
Carpov war Mitglied der Akademie der Wissenschaften in Berlin. Er kommunizierte mit Gelehrten wie Johann Peter Süßmilch, welcher ihn in seinem Versuch eines Beweises, daß die erste Sprache ihren Ursprung nicht vom Menschen, sondern allein vom Schöpfer habe als einen „scharfsinnigen Philosophen“ beschrieb, und beriet etwa Gottfried Wilhelm Leibniz. Als Jungwolffianer vertrat Carpov die demonstrative Methode, deren Anwendungsbereich er sukzessive auf die neuzeitliche Theologie ausweitete.
Carpovs 1737 im Druck erschienenes Werk Theologia revelata dogmatica, methodo scientifica adornata wurde per Dekret der römisch-katholischen Glaubenskongregation vom 3. Dezember 1754 auf den Index gesetzt.

## Werkauswahl
- Ausführliche Erläuterung der Wolffischen vernünftigen Gedancken von der Menschen Thun und Lassen. Darin hauptsächlich diejenigen Stellen, Welche Herr D. und Prof. Joachimus Lange in seinen philosophischen Fragen über die so genannte mechanische Moral zu bestreiten gesuchet, Richtig erkläret und vertheidiget worden sind, Nebst einer zweyfachen Vertheidigung der Nöthigen Antwort auf die 130. Langischen Fragen ans Licht gestellet. Frankfurt am Main/Leipzig 1735. (Digitalisat (Nachdruck Olms, Hildesheim 1999. ISBN 3-487-10759-7)
- Theologia Revelata Dogmatica Methodo Scientifica Adornata. Frankfurt am Main und Leipzig 1737. (Digitalisat)
- Psychologia Sacratissima. Hoc Est De Anima Christi Hominis In Se Spectata Commentatio Theologico-Philosophica. Melchior, Frankfurt/Leipzig 1738. (Digitalisat)
- Inania Singvlarivm Clvgianorvm Theologiæ Carpovianæ. Ad Amplivs Illvstrandam Et Defendendam Doctrinam De Ceatione Oppvgnatam. Melchior, Frankfurt/Jena 1738. (Digitalisat)
- De stamine humanitatis Christi disquisitio theologico-philosophica. Melchior, Frankfurt/Leipzig 1741. (Digitalisat)
- Reflexions sur le droit de la neutralité. Hoffmann, Weimar 1744. (Digitalisat)
- De mensura sapientiae in principe perfecto oratio solemnis. Mumbach, Weimar 1749. (Digitalisat)
- Diatribe de Baptismo Proselytarum ex lege Levitica demonstrato. Hoffmann, Weimar 1760. (Digitalisat)
- Itinerarium Christi redivivi. Glüsing, Weimar 1764. (Digitalisat)